# Etióp polgárháború
Az etióp polgárháború fegyveres konfliktus volt Etiópiában, mely a marxista Derg Hailé Szelasszié császár elleni államcsínyével kezdődött 1974-ben, és az Etióp Népi Forradalmi Demokrata Front koalíciós kormányának 1991-es hatalomra jutásáig tartott.

## 1970-es évek
1974. szeptember 12-én kommunista katonatisztek egy csoportja államcsínnyel megbuktatta Hailé Szelasszié császárt és átvette a hatalmat. A császárságot 1975 márciusában törölték el, mivel a császár fia, Asfaw Wossen koronaherceg megtagadta a Londonból való visszatérést. A császári család Etiópiában lévő tagjait bebörtönözték, amely 1975-ben Hailé Szelasszié és 1977-ben lánya, Iyigayehu halálához vezetett. A túlélő nők 1988-ban, a férfiak 1989-ben szabadultak.
A Mengisztu Hailé Mariam által vezetett Derg 1975 és 1977 között sorban leszámolt ellenfeleivel, melyek közül a legnagyobb erőt a szintén marxista Etióp Népi Forradalmi Párt, az Eritrea elszakadásáért már régóta küzdő Eritreai Népi Felszabadítási Front és a monarchia híveit tömörítő Etióp Demokratikus Unió képviselték. Mindkét oldal gyakran alkalmazott brutális erőszakot, kínzásokat, bírói ítélet nélküli bebörtönzést, így ez az időszak az etióp vörös- és fehérterror korszaka volt.
1977-78-ban az Ogaden-térség elszakadásáért küzdő Nyugat-Szomália Felszabadítási Front Szomália segítségével jelentős területeket foglalt el az ország keleti felében, melyet a Derg csak jelentős szovjet és kubai segítséggel tudott visszaszerezni (ogadeni háború).
Etiópia a kommunista blokk legközelebbi afrikai szövetségesévé vált és az egyik legerősebb afrikai hadsereget mondhatta magáénak.

## 1980-as évek
A következő évtizedben a Derg komoly gazdasági nehézséggel, valamint éhínséggel nézett szembe, de tovább harcolt az eritreai felkelők ellen, több nagyszabású hadműveletet (Shiraro, Lash, Vörös Csillag, Adua) is indított ellenük. Az Afabet melletti csatában 1988 márciusában a felkelők fontos győzelmet arattak, majd Rama, Adua, Seleh Leha és Shire felé indítottak támadást a kormánycsapatok ellen.
Végül 1989. február 19-én a Shire melletti csatában döntő győzelmet arattak, és a Derg erői visszavonultak.

## 1990-es évek
Az 1980-as évek közepétől a Derg próbált megújulni, átalakult Etióp Munkáspárttá, de a tigrinyai és eritreai felkelők győzelmei után különböző ellenfelei összefogtak egymással, megalapítva az Etióp Népi Forradalmi Demokrata Frontot.
1991-ben elfoglalták a fővárost, Addisz-Abebát, Mengisztu pedig a végsőkig tartó harc helyett Zimbabwébe menekült. A Derg és az Etióp Munkáspárt számos vezetőjét letartóztatták. A szövetségre lépett szervezetek Meles Zenawi vezetésével ideiglenes koalíciós kormányt alapítottak, majd megindult az ország demokratikus átalakítása.

## Fordítás
Ez a szócikk részben vagy egészben  az   Ethiopian Civil War című angol Wikipédia-szócikk fordításán alapul.  Az eredeti cikk szerkesztőit annak laptörténete sorolja fel. Ez a jelzés csupán a megfogalmazás eredetét és a szerzői jogokat jelzi, nem szolgál a cikkben szereplő információk forrásmegjelöléseként.